# 망설이지마
《망설이지마》는 2009년 10월 5일부터 이듬해 2월 26일까지 방영되었던 SBS 아침연속극이었다.

## 등장인물

### 주요 인물
- 이태임(장수현)
- 이상우(한태우)
- 배민희(오선아)
- 김영재(최민영)

### 장수현 주변 인물
- 김혜옥(차영란)
- 김희준(장수호)
- 김형범(차달수)

### 한태우 주변 인물
- 박영지(한진규)
- 최란(엄미순)

### 최민영 주변 인물
- 이혜숙(이정수)
- 윤이나(최민애)

### 그 외 인물
- 이정길(송충희)
- 원숙희(백성미)
- 문지인(김가루)
- 이승형(최만수)
- 홍여진(선아 모친)
- 장준호(한피디)
- 서지연(김비서)

### 특별출연
- 김기만(아나운서)
- 정지순(백부장)
- 송민형(달수아버지)
- 김정하(달수어머니)
- 오정연(진행자)
- 오나미(달수친구)
- 윤서현(달수오빠)
- 유형관(최부장)
- 임서연(유부장)
- 장정희(선아어머니)